# Pyura multiruga
Pyura multiruga is een zakpijpensoort uit de familie van de Pyuridae. De wetenschappelijke naam van de soort is voor het eerst geldig gepubliceerd in 1982 door het echtpaar Claude en Françoise Monniot.